# Anteuil
Anteuil település Franciaországban, Doubs megyében. Lakosainak száma 600 fő (2022. január 1.). Anteuil Orve, Rang, Saint-Georges-Armont, Vellerot-lès-Belvoir, Vyt-lès-Belvoir, Blussans, Lanthenans, Hyémondans, Crosey-le-Grand, L’Isle-sur-le-Doubs és Pays-de-Clerval községekkel határos.

## Népesség
A település népességének változása:
| Lakosok száma | 285  | 524  | 506  | 511  | 655  | 661  | 652  | 624  | 613  | 600  |
|               | 1968 | 1982 | 1990 | 2006 | 2013 | 2015 | 2017 | 2019 | 2020 | 2022 |